# PZL Ł.2
A PZL Ł.2 a varsói Állami Repülőgépgyárakban (PZL) az 1930-as évek elején készült lengyel futárrepülőgép.

## Története
A lengyel védelmi minisztérium 1927-ben írt ki pályázatot egy futár- és megfigyelő repülőgép megépítésére, amely ideiglenes tábori repülőterektől is képes üzemelni. A PZL-nél Jerzy Sąbrowski és Franciszek Kott készített tervet a pályázatra. A kezdetben PZL.2 típusjelű repülőgép egyike volt az első PZL-nél tervezett repülőgépeknek. A prototípus, mely később az SP-ADN lajstromjelet kapta, 1929 decemberében hajtotta végre első felszállását Bolesław Orlińsikval a fedélzetén.
A repülőgépet 1930 folyamán tesztelte a Lengyel Légierő. A mechanizált szárnyának köszönhetően sikerült rövid fel- és leszállási tulajdonságokat elérni, és könnyen kezelhető, jóindulatú gépnek bizonyult. Annak ellenére, hogy a szintén a futárgép pályázatára készített Lublin R–X és PWS–5t2 gépeknél jobb teljesítményt nyújtott, a minisztérium csak kis sorozatot rendelt a PZL gépéből, míg a Lublin R–X esetében annak továbbfejlesztéséről döntöttek, melynek eredményeként később megszületett a Lublin R–XII típus.
A légierő kezdeti 30 db-os megrendelését később 25 db-ra csökkentették. Gyártásuk 1930–1931-ben folyt. A sorozatgyártású gépek a PZL Ł.2, vagy az Ł.2a típusjelzést kapták. A típusjelzésben az Ł betű a łącznikowy (magyarul: futár, melléknévi alak) szóra utal. A megépített repülőgépek gyártási száma 55.1-től 55.26-ig terjedt.
A repülőgép prototípusát bemutatták az 1930-as brnói repülőnapon, majd miután a hátrafelé néző géppuskával is felszerelték, még abban az évben, decemberben a párizsi repülőgép-kiállításon is bemutatkozott a gép.

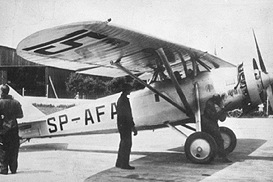
A PZL Ł.2 nagy hatótávolságú sportváltozata

Az első sorozatgyártású Ł.2 gépet nagy hatótávolságú sportrepülőgéppé építették át 1931-ben, majd a gép az SP-AFA lajstromjelet kapta. Az átépített gép nagyméretű, 600 l-es üzemanyagtartályt kapott, mellyel elérte a 2000 km-es hatótávolságot. A sorozatgyártású gépektől eltérően a sportgép csillagmotorja köré Townend-gyűrűt szereltek.
A gépekre leadott rendelés csökkentése miatt az eredetileg 30 db gép megépítését tervező PZL-nél további öt gép egyes szerkezeti elemei és alkatrészei megmaradtak. Ezek felhasználására többféle terv is született. A PZL elkészítette az Ł.2 haditengerészetnek szánt úszótalpas változatát, a PZL.9-et, de a gépet végül nem építették meg. Ugyancsak az Ł.2 szerkezeti elemeinek felhasználásával tervezték a szintén úszótalpas haditengerészeti járőr- és vadászrepülőgép elkészítését a PZL-nél. Az alsószárnyas konstrukciójú, PZL.15 jelzésű gépet azonban szintén nem építették meg. A megmaradt Ł.2-alkatrészek egy részét végül a PZL.16 utasszállító repülőgép prototípusához használták fel.

## Alkalmazása
A repülőgépet a lengyel légierő használta futárrepülőgépként. A típust 1939-ig fokozatosan kivonták a hadrendből, a Lublin R–XIII és az RWD–8 gépek váltották fel. Néhány Ł.2-es gépet a lengyel légierő dęblini kiképző központjában is használtak.
A távolsági sportrepülőgéppé átalakított első széria-géppel több nagy távolságú repülést végeztek. 1931. február 1. és május 5. között Stanisław Skarżyński és Andrzej Markiewicz pilóták több leszállással egy 25 050 km-es afrikai repülést hajtott végre. Az út során kétszer kellett javítani a gép motorját. Az afrikai repülőút után az SP-AFA lajstromjelű sportgép az Afrykanka – afrikai (nő) – nevet kapta. 1931 júliusában Skarżyński a géppel Poznańból Bukarestbe repült, 1932-ben pedig a Rhön-hegységben rendezett vitorlázórepülő versenyen, szintén Skarżyńskivel, a gép az SG–21 és SG–28 lengyel vitorlázó repülőgépeket vontatta.

## Szerkezeti kialakítása és műszaki jellemzői
Az Ł.2 egy hagyományos kialakítású, felsőszárnyas elrendezésű, teljesen fémépítésű repülőgép. A törzs duralból készült rácsszerkezet vászonborítással, de a motor környékén duralból készült lemezborítást alkalmaztak. A pilótafülke nyitott, kétszemélyes, egymás mögötti elrendezésű. A hátsó pilótafülkében foglalt helyet a megfigyelő és lövész, akinek egy forgatható, 7,7 mm-es Lewis-géppuskát építettek be. A szárny elliptikus, két főtartós, szintén duralból készült szerkezet, melyet vászonnal borítottak. A szárny mechanizált, orrsegédszárnnyal, ívelőlappal, valamint kombinált csűrővel és ívelőlappal látták el. A vezérsíkok és kormányok ugyancsak duralból készült szerkezetek, vászonborítással. Futóműve hagyományos hárompontos futómű, farokcsúszóval. A gép meghajtását egy kilenchengeres Škoda–Wright Whirlwind J–5A csillagmotor biztosította. A motor maximális teljesítménye felszállási üzemmódban 179 kW (240 LE), névleges, üzemi teljesítménye 164 kW (220 LE) volt. A motor kétágú, fából készült légcsavart hajtott. Az üzemanyagtartály kapacitása 190 l, átlagos üzemanyag-fogyasztása normális utazósebességnél 45–50 l/h volt. A sorozatgyártású példányoktól eltérően az átépített távolsági sportváltozat üzemanyagtartálya 600 l-es volt, és a gép fém légcsavarral rendelkezett.

## Műszaki adatai

### Tömeg- és méretadatok
- Fesztáv: 13,40 m
- Hossz: 7,92 m
- Szárnyfelület: 25,8 m²
- Magasság: 2,70 m
- Üres tömeg: 892 kg
- Legnagyobb felszállótömeg: 1280 kg
- Hasznos tömeg: 388 kg

### Motorok
- Motor típusa: Škoda–Wright Whirlwind J–5A kilenchengeres csillagmotor
- Motorok száma: 1 db
- Maximális teljesítmény: 179 kW (240 LE)
- Névleges teljesítmény: 164 kW (220 LE)

### Repülési adatok
- Utazósebesség: 165 km/h
- Maximális sebesség: 183 km/h
- Leszálló sebesség: 67 km/h
- Emelkedőképesség: 4,75 m/s
- Szárny felületi terhelése: 49,6 kg/m²
- Hatótávolság: 660 km
- Felszállási úthossz: 55 m
- Kigurulási úthossz: 45 m